# Valea Faurului, Argeș
Valea Faurului este un sat în comuna Mușătești din județul Argeș, Muntenia, România. Este situat în Muscelele Argeșului, pe Vâlsan. La recensământul din 2002 avea o populație de 165 locuitori. Aici se află o biserică de lemn din secolul al XVIII-lea, cu statut de monument istoric (cod:AG-II-m-A-13829).